# SNCASE SE.2010 Armagnac
Pour les articles homonymes, voir Armagnac.
Dimensions
Le SE-2010 Armagnac est un avion de ligne quadrimoteur fabriqué par SNCASE à la fin des années 1940. Les performances et l'autonomie peu convaincantes de l'appareil en ont fait un échec commercial. Et si la carrière de l'Armagnac ne fut pas un succès, l’aménagement du compartiment passager est plus spacieux et présente une plus grande capacité, ce qui préfigure les futurs gros-porteurs.

## Conception et développement

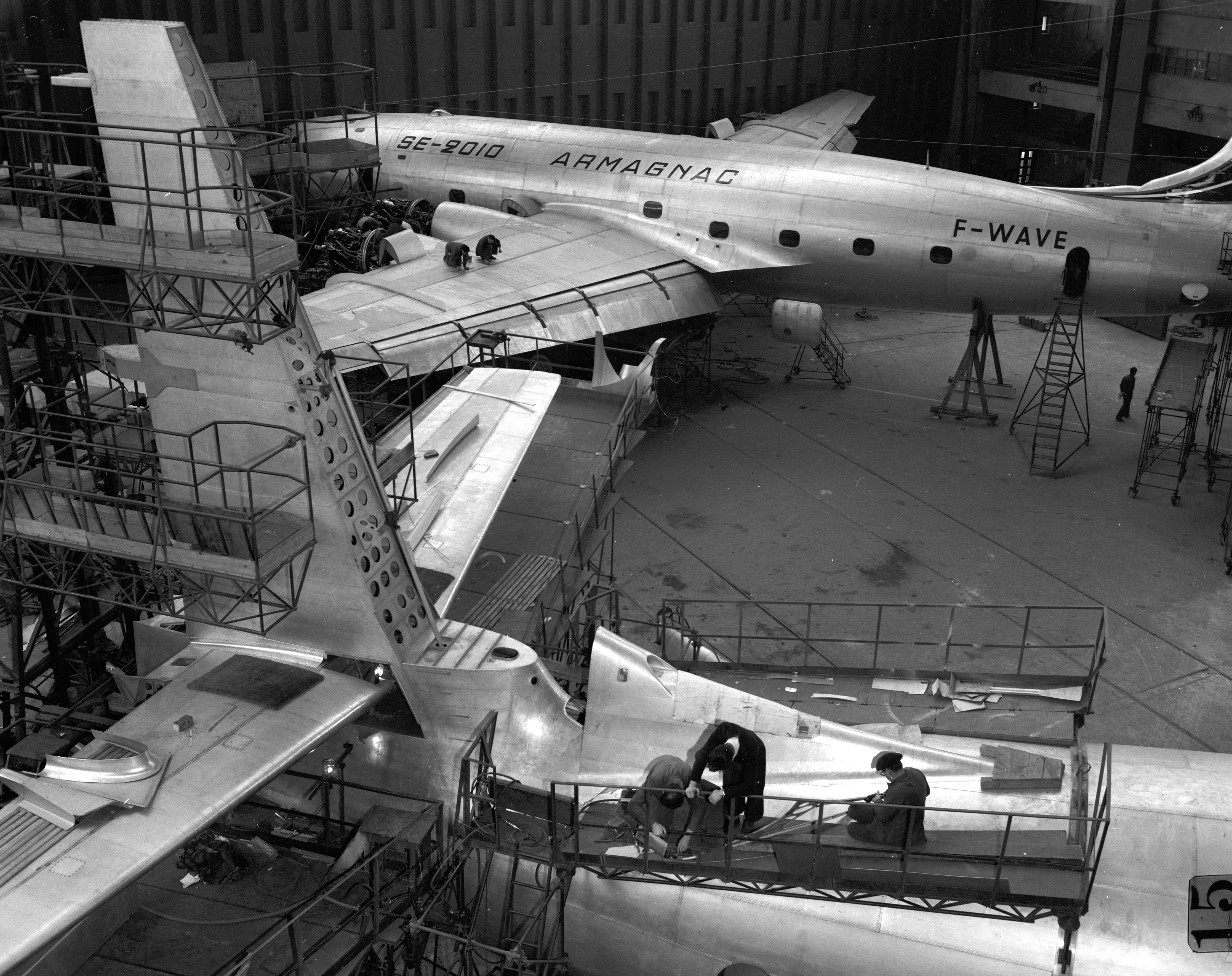
Assemblage d'un Armagnac.

L'appareil fut conçu par l'ingénieur Pierre Satre d'après une demande française datant de 1942 d'un avion de 87 passagers à long rayon d'action, le SE-2000, qui devait être motorisé avec quatre Gnome et Rhône 18R de 2 100 chevaux. Rapidement, le SE-2000 fut abandonné au profit d'une version plus grande, le SE-2010 Armagnac. L'Armagnac est un monoplan à ailes médianes équipé d'un train tricycle rétractable, conçu pour le vol transatlantique.
Après un retard dû à la guerre, la production se déroula rapidement à Toulouse, Marseille et Paris, où plusieurs composants sont fabriqués et testés. Le premier vol est réalisé le 2 avril 1949, avec le chef pilote de la SNCASE Pierre Nadot aux commandes. L'appareil fut détruit pendant un essai en vol le 30 janvier 1950. Le premier appareil de production (F-BAVD) vole le 30 décembre 1950. Des présentations ont été réalisées au Grand Palais en 1951 et en 1953.
Bien que le SE-2010 soit motorisé par le Pratt & Whitney R-4360 B13, le moteur à combustion le plus puissant conçu pour une utilisation aéronautique, la crainte que la conception initiale soit sous-motorisée a conduit à une re-conception. Le dernier appareil produit (le 15e) devait être motorisé par des Allison T40 de 5 400 chevaux, mais la production fut arrêtée au huitième exemplaire et la version la plus avancée de l'appareil ne fut jamais construite.

## Histoire opérationnelle
À son époque, l'Armagnac était un des plus grands avions civils jamais construits, avec une envergure d'aile de près de 50 mètres et une masse de plus de 77 tonnes. La vaste cabine pressurisée était conçue pour accueillir un espace de couchage, mais cette configuration ne fut finalement installée sur aucun exemplaire.
La production initiale de 15 exemplaires prévoyait que Air France soit la compagnie de lancement. Après évaluation du prototype par la compagnie, évoquant des performances insuffisantes, Air France a renoncé à leur livraison, en 1952, alors que le premier exemplaire était prêt. Malgré une conception pour un service transatlantique, le rayon d'action de l'appareil (5 000 km) était en deçà des 6 500 kilomètres nécessaires pour cette utilisation. De plus, l'appareil était trop gros pour être assigné à des routes plus courtes, en étant rentable.
En comptant le prototype, seuls neuf appareils furent produits, avec TAI (Transports Aériens Intercontinentaux, qui devint plus tard UTA) qui prit livraison du premier appareil de production en avril 1952. Un total de 4 SE-2010 furent livrés en décembre 1952 à TAI, qui les utilisa pendant huit mois avant de les retirer car ils n'étaient pas rentables. Les appareils furent transférés à la SAGETA (la Société Auxiliaire de Gérance et d'Exploitation de Transport Aériens) en 1953, qui en utilisa sept exemplaires pour du transport de fret, de courrier et de troupes entre Toulouse et Saigon, en Indochine française.

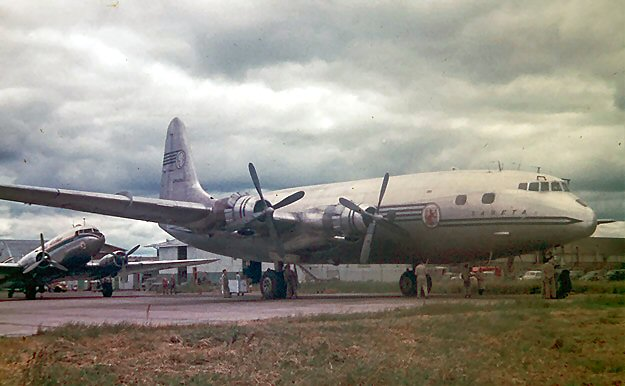
F-BAVI, un des appareils qui se rendirent aux Jeux olympiques de 1956 à Melbourne, et le dernier à être démantelé.

La plupart des Armagnac ont été démantelés en 1955, et deux furent utilisés par la délégation française pour se rendre aux Jeux olympiques d'été de 1956 à Melbourne (Australie).
F-BAVI, l'un des appareils qui se rendirent à Melbourne, fut le dernier Armagnac en état de vol. Il fut détruit à Bordeaux-Mérignac en 1975, après avoir été laissé à l'abandon pendant plusieurs années.

## Opérateurs
France
- Transports aériens intercontinentaux (1952)
- Société Auxiliaire de Gérance et de Transport Aériens (1953)

## Incidents et accidents
- 30 juin 1950 : le prototype (F-WAVA), piloté par Pierre Nadot et Léopold Galy pour un vol d'essai, est détruit quand il s'enflamme au décollage et s'écrase après que le bord d'attaque d'une aile se soit détaché. L'accident a tué deux personnes à bord, à savoir les membres d’équipage Leroy et Clerc, et une personne au sol, un ouvrier, Jean Guilloteau[1].
- 29 janvier 1957 : F-BAVG de la SAGETA en provenance de Tunis s'écrase à Orly à cause d'intempéries, faisant deux morts : un membre de l'équipage et un général tunisien[2].
- 19 décembre 1957 : F-BAVH de la SAGETA en provenance d'Oran avec 96 personnes à bord est endommagé en vol quand une bombe du Front de libération nationale algérien explose dans les toilettes à hauteur de Clermont-Ferrand, faisant un trou de plusieurs mètres carrés dans le fuselage. Malgré les dégâts, un atterrissage d'urgence a été réalisé à 18 h 15 plusieurs dizaines de minutes plus tard à l'aéroport de Lyon-Bron[3], en toute sécurité[4].

### Aéronefs comparables
- Boeing 377
- Bristol Britannia
- Douglas DC-7
- Lockheed Constellation